# Night Lovell
Shermar Paul (29 mei 1997) is een Canadese rapper, liedschrijver en platenproducer bekend onder de naam Night Lovell. Zijn oude producer heet KLNV, dat staat voor Killanov. Hij kreeg aanvankelijk roem toen zijn nummer "Dark Light" online viraal werd beluisterd. 
Zijn naam Night Lovell komt uit de middelste naam van zijn vader, Lovell, en Night komt van het feit dat hij alleen 's nachts zijn liedjes opneemt en vindt dat hij het productiefst is in de duisternis en stilte die de nacht brengt. 
Zijn rappende stijl staat bekend om zijn diepe stem en gebruik van zowel cloud rap als elektronische beats.
Tot nu toe bracht hij twee albums genaamd Concept Vague op 21 december 2014 en Red Teenage Melody uit op 13 juni 2016. In de zomer van 2018 onthulde hij de naam van zijn derde album Good Night Lovell, dat op 22 februari 2019 werd uitgebracht.
In 2018 trad hij op, op het festival Les Ardentes in Luik.